# Cyathura guaroensis
Cyathura guaroensis là một loài chân đều trong họ Anthuridae. Loài này được Brusca & Iverson miêu tả khoa học năm 1985.